# Dương Đoan Hòa
Dương Đoan Hòa (楊端和) tướng quân nước Tần cuối thời kỳ Chiến Quốc, sống dưới thời Tần Thủy  .

## Binh nghiệp
Năm 236 TCN, Dương Đoan Hòa cùng Vương Tiễn, Hoàn Xỉ cầm quân tiến đánh đất Nghiệp của nước Triệu. Năm 229 TCN, Dương Đoan Hòa đem quân ở quận Hà Nội vây thành Hàm Đan, năm sau theo chân Vương Tiễn, Khương Hối bình định nước Triệu.